# بیشوپویل (کارولینای جنوبی)
بیشوپویل(به انگلیسی: Bishopville) شهری در ایالت کارولینای جنوبی کشور ایالات متحده آمریکا است که جمعیت آن در سرشماری سال ۲۰۱۰ میلادی، ۳٬۴۷۱ نفر بوده‌است.